# Anselm Rose
Anselm Rose (* 31. Januar 1969 in Wolfsburg) ist ein deutscher Verwaltungswissenschaftler, Kulturmanager und Musikintendant.

## Ausbildung
Rose, der als Kind und Jugendlicher Geigenunterricht erhielt, studierte an der Universität Konstanz Rechts-, Wirtschafts- sowie Politikwissenschaft und erhielt dort sein Diplom in Verwaltungswissenschaft. Während seiner Studienzeit arbeitete er in der Verwaltung des Orchesters der Beethovenhalle Bonn sowie als Organisationsleiter der musikalischen Feierlichkeiten zum 175-jährigen Jubiläum der Rheinischen Friedrich-Wilhelms-Universität Bonn. 2004 studierte er ferner amerikanisches Kulturmanagement im Rahmen eines Eisenhower Fellowship in den Vereinigten Staaten.

## Berufliche Tätigkeiten
Von 1996 bis 2000 arbeitete er als kaufmännischer Leiter und alleinverantwortlicher Geschäftsführer der Bergischen Symphoniker. In dieser Zeit betätigte er sich zudem als Sachverständiger für Orchestertarifrecht im Tarifausschuss des Deutschen Bühnenvereins. Im Jahr 2000 folgte seine Anstellung als Geschäftsführender Direktor des Stuttgarter Kammerorchesters. Geschäftsführender Intendant der Münchner Symphoniker wurde er 2002. Er rief den Deutschen Orchestertag ins Leben, das Branchentreffen deutscher Orchestermanager (Intendanten, Direktoren oder Geschäftsführer) findet seit 2003 jährlich statt.
Von 2005 bis 2014 wirkte er als Intendant der Dresdner Philharmonie. Durch den Tod seines Vorgängers Olivier von Winterstein beriet er das Orchester seit Sommer 2004. 2008 verlängerte die Stadt Dresden den Vertrag mit Rose bis Ende 2014. Ab Sommer 2004 (Vertragsabschluss: Anfang 2005) leitete Rafael Frühbeck de Burgos die Dresdner Philharmonie bis zum Ende der Spielzeit 2010/2011. Der Musikwissenschaftler Dieter Härtwig lobte 2013 die Zusammenarbeit von Rafael Frühbeck de Burgos und Anselm Rose: Die Dresdner Philharmonie habe in dieser Zeit „durch Internationalität und Prominenz verpflichteter Gastdirigenten wie Solisten, aber auch durch eine gesteigerte, höchst erfolgreiche Tourneetätigkeit in vielen Musikzentren Europas, Amerikas und Asiens“ prägend gewirkt. Anselm Rose trieb zudem von 2005 bis 2014 den Umbau des Kulturpalastes maßgeblich mit voran.
Nachdem sich abzeichnete, dass Frühbecks Nachfolger Michael Sanderling und Anselm Rose eine „grundsätzlich andere Auffassung“ über die zukünftige Ausrichtung des Orchesters hatten, verzichtete Rose auf eine Vertragsverlängerung. Im Anschluss arbeitete er als Kulturmanager, unter anderem für eine Unternehmensberatung aus Schwerin.
Seit dem 1. April 2018 ist er alleiniger Geschäftsführer der Rundfunk Orchester und Chöre gGmbH Berlin, die als Trägergesellschaft für das Deutsche Symphonie-Orchester Berlin, das Rundfunk-Sinfonieorchester Berlin, den Rundfunkchor Berlin und den RIAS Kammerchor fungiert.

## Lehre
Anselm Rose lehrt seit 2007 Kultur-, Theater- und Orchestermanagement, unter anderem an der Landesmusikakademie Niedersachsen (Wolfenbüttel), der Dresden International University sowie der Hochschule für Musik und Darstellende Kunst Frankfurt am Main.

## Sonstiges
Das Nachrichtenmagazin Der Spiegel berichtete im Januar 2010, dass Rose beim Neujahrskonzert 2010 in Peking gegen den erklärten Willen der Orchestermusiker der Dresdner Philharmonie die Ode an die Rote Fahne anstimmen ließ. Orchestervorstand Günther Naumann nannte entsprechende Darstellungen hingegen „eine Erfindung“.